# I Am (album Monrose)
I Am – trzeci album studyjny niemieckiego girlsbandu Monrose. W Polsce został wydany 26 września 2008. Pierwszym singlem został „Strike the Match”, a drugim „Hit ’N’ Run”. Trzeci singiel to: „Why Not Us”.

## Lista utworów
1. „Strike the Match”  (Ryan Tedder, Deborah Epstein) – 2:55
2. „A Love Bizarre” (Sheila Escovedo, Prince Rogers Nelson) – 3:47
3. „Certified” (Mich Hansen, Jonas Jeberg, Edwin „Lil' Eddie” Serrano, Eritza Laues) – 3:07
4. „Why Not Us” (Guy Chambers, Alexis Strum) – 3:30
5. „Going Out Tonight” (Pete Kirtley, Obi Mondhera) – 2:51
6. „You Can Look” (Nermin Harambasic, Anne Judith Wik, Ronny Svendsen, Robin Jenssen) – 3:25
7. „Tip Toe” (Cozi Costi, Thomas Gustafsson, Hugo Lira, Ian-Paolo Lira, Carl Ryden) – 2:59
8. „Teach Me How to Jump” (David Eriksen, Virginia McGran) – 3:31
9. „Stolen” (Didrik Thott, Carl Björsell, Edward Steve Louis) – 3:19
10. „Electricity” (Danny Volpe, Thomas Lipp) – 2:57
11. „Hit ’N’ Run” (JoelJoel, The Provider, Charlie Mason) – 3:14
12. „No Never” (Rob Davis, Shelly Poole) – 3:46
13. „Stained” (Andreas Rhondame, Josef Larossi, Linda Kiraly, Savan Kotecha) – 3:37
14. „What They Want” (Alex Cartana, Pete Martin, Jasmine Baird) – 3:52
15. „Don't Touch the Fader” (Karen Poole, Mathias Wollo, Jonas Quant) – 3:19

iTunes bonus track
1. „Step Aside” (Mich Hansen, Jonas Jeberg, Edwin „Lil' Eddie” Serrano, Eritza Laues) – 3:07